# 点
在几何学、拓扑学以及数学的相关分支，空间中的点用于描述给定空间中一种特别的对象，在空间中有类似于体积、面积、长度或其他高维类似物。点是零维度对象。点作为最简单的几何概念，通常作为几何、物理、矢量图形和其他领域中的最基本的组成部分。

## 數學的點－歷史
亞里斯多德的著作《論天體》第三冊已經提到數學中的點沒有大小，他依此來駁斥柏拉圖將數學的幾何形視為物理實體的構成要素（參見正多面體），並強調這與數學思想相違背：「數學的平面沒有厚度，不能構造物理實體。」他論述說，如果數學平面有厚度，那麼數學的線就要有寬度才能夠構成平面，而數學的點必須有大小才能構成線，但數學已經明確定義數學的點沒有大小，柏拉圖的理論與數學相牴觸。從這裡，亞里斯多德陳述說，幾何物件只能分割成相同型態的幾何物件（而不會變成其它東西）：平面只能分割成平面，而不能分割成線；線只能分割成線，不能分割成點；這樣可以無限分割，而不是像原子論者所說，最後分割到原子（或是基本構成要素）就停止。
因此，早在歐幾里得的《幾何原本》之前，數學的點只用來標示位置的用法已經是共識。亞里斯多德提到點的時候，用的字是στιγμὰς，是可見的點（spot），而歐幾里得則（小心翼翼的）採用另一個字σημεῖόν，原意是「標示」（sign）：
σημεῖόν ἐστιν, οὗ μέρος οὐθέν.
這句話的意思是：「點是沒有部分（μέρος）的東西」。點沒有部分，也就沒有大小。這論點源自亞里斯多德的「部分－整體」理論（part–whole theory）：
"the parts are causes of the whole"（整體由部份構成。）
《幾何原本》的阿拉伯文版將σημεῖόν譯為نقطة，意思回到亞里斯多德的可見點；拉丁文版則將σημεῖόν翻譯為punctum，意思是尖物刺成的小洞。

## 歐幾里得幾何的点

二维欧式空间中的有限点集(蓝色).

在歐幾里得幾何，點是空間中只有位置，沒有大小的圖形。點是整門歐幾里得幾何學的基礎，後者是研究點，線，面，體的一種科學。欧几里得最初含糊的定义点作为「没有部分的东西」。在二维欧式空间，点表示为有序对{\displaystyle (x,y)}，第一个数习惯表示水平位置，通常记为{\displaystyle x}，第二个数习惯表示竖直位置，通常记为{\displaystyle y}。这思想很易延伸到三维情况，此时一点表示为有序三元组{\displaystyle (x,y,z)}，第三个数表示高度，通常记为z。更加一般的情况下，点表示为有序n元组{\displaystyle (a_{1},a_{2},...,a_{n})}，其中n为点所在的空间的维度。
在現代數學語言，任何集合的元素都叫「點」，但與三維空間的點可以没有任何關係。

## 其他数学分支的点
在点集拓扑的点，定义为拓扑空间中的集合的元素。
尽管点看作是几何学和拓扑学的主要基本概念，但非交换几何和非点集拓扑等几何和拓扑理论并不需要点的概念。「非点空间」不是作为集合来定义，而是以某种像几何的函数空间结构（代数或逻辑的）：连续函数代数或集合代数。

## 算術的点
1點（Basis Point）定義為“百分之零點零一”（0.01%）或“百分點的一百分之一”，可用符號‱表示。它在計算利率、匯率、股票價格等範疇廣泛應用，這些範疇須計算極微小的百分數。簡單來說，一百點＝百分之一（100‱＝1%）、一萬點＝百分之一百＝一（10000‱＝100%＝1）。比較百分數除了可以用百分點，兩個百分數之間的細微差距也可用點來表達，如4.02%與4.05%相差0.03百分點。